# Medea (Jahnn)
Medea ist eine Tragödie des deutschen Schriftstellers und Dramatikers Hans Henny Jahnn aus dem Jahr 1925.

## Das Schauspiel

### Inhalt
Medea, Königstochter von Kolchis und Priesterin, verhilft dem Argonauten Jason, indem sie ihren jüngeren Bruder opfert, zum Goldenen Vlies. Aus Furcht vor Rache fliehen Jason und Medea nach Korinth zum König Kreon. Mit magischen Zauberkräften spendet Medea Jason ewige Jugend, welche sie sich selbst aber nicht geben kann. Als Jason als Werber für seinen Sohn bei Kreons Tochter auftaucht, verliebt er sich in die Königstochter, heiratet sie und verstößt Medea. Aus verschmähter Liebe nimmt diese Rache an Jason, indem sie in wildem Zorn eigenhändig ihre beiden Söhne tötet.

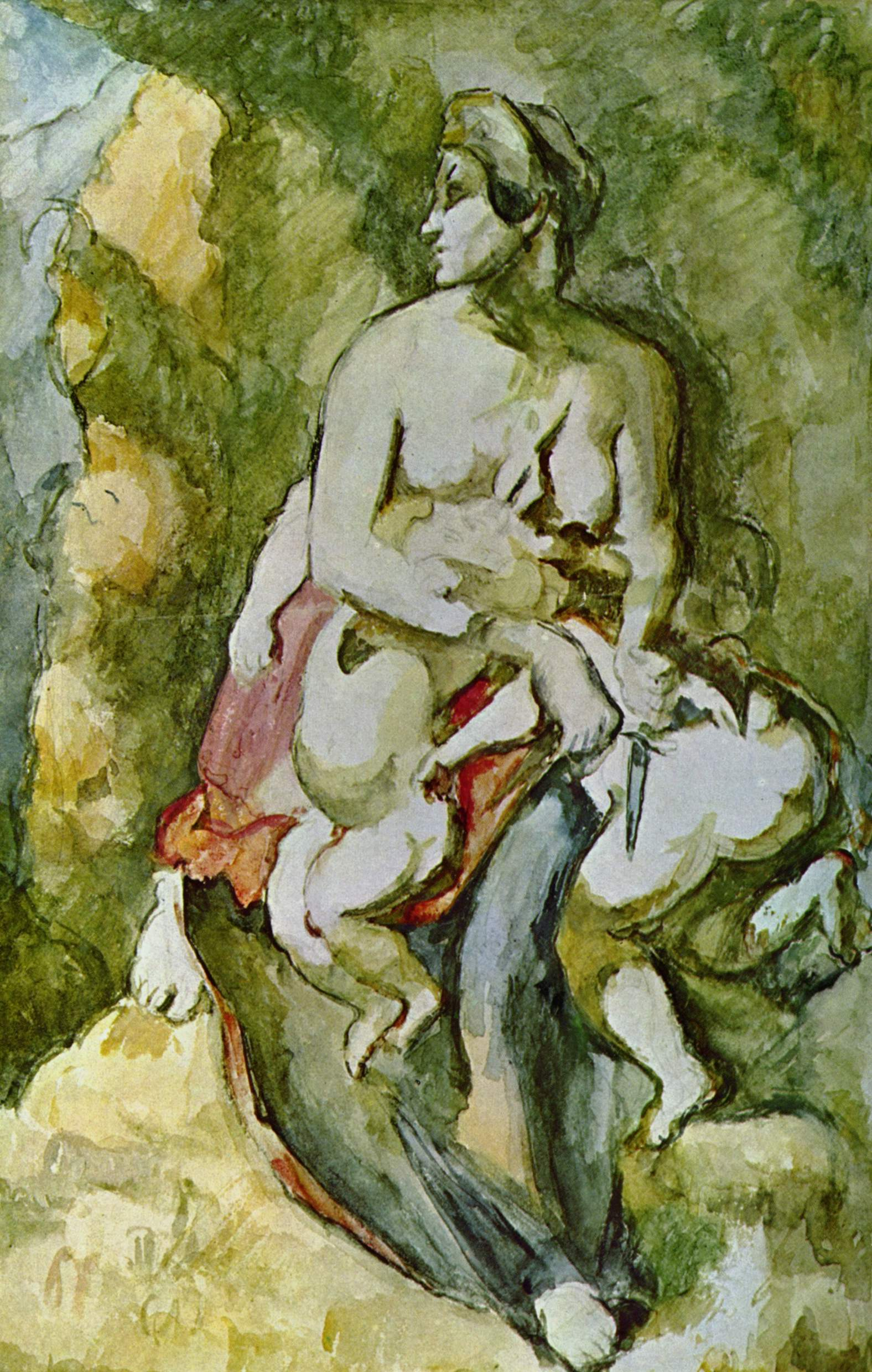
Medea-Motiv von Paul Cézanne

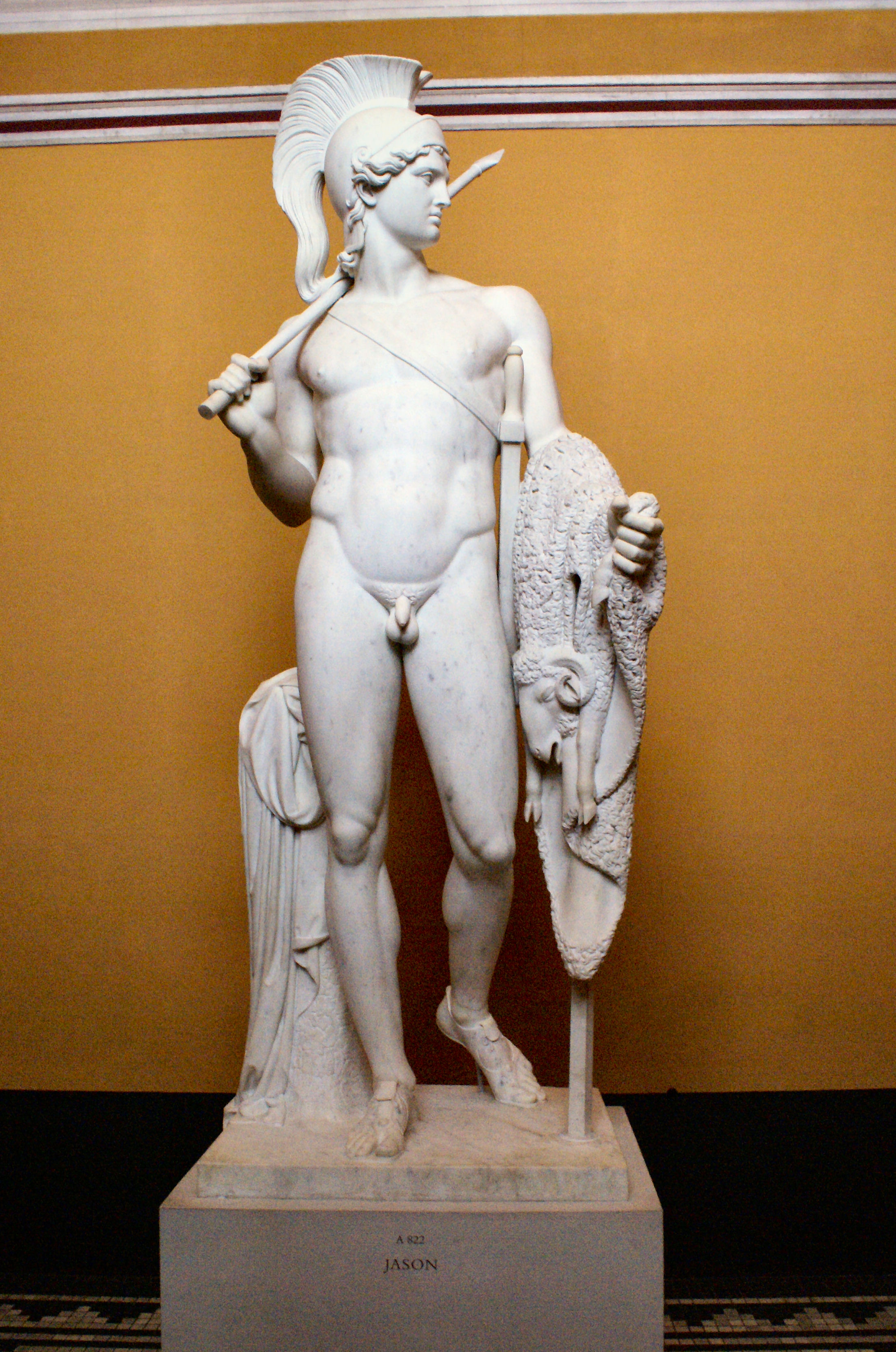
Jason-Darstellung von Bertel Thorvaldsen

### Entstehungsgeschichte
Jahnn hatte sich gründlich mit den Medea-Dramen von Euripides und Franz Grillparzer sowie mit noch älteren Medea-Mythen (Isis, Osiris) vertraut gemacht und schrieb die Tragödie 1925 in wenigen Monaten nieder. Er hielt sich beim Schreiben nur teilweise an die ursprünglichen griechischen Texte, so änderte und erweiterte er beispielsweise einzelne Handlungsstränge. Er befand sich damals in einer Depressionsphase; bestürzt darüber, dass – seine spätere Frau – Ellinor seinen Freund Harms bevorzugte, ließ er seine Wut und Eifersucht ganz in die Gestalt der Medea einfließen. Kurz vor seinem Tod überarbeitete Jahnn den meist in reimloser Versform geschriebenen Text; diese zweite Fassung wird seitdem für die Aufführungen verwendet.

### Rezeption
Die Uraufführung war dank der herausragenden Leistung der Medea-Darstellerin Agnes Straub ein Erfolg, wenn auch die meisten namhaften Kritiker wie Kurt Pinthus und Alfred Kerr das Stück selbst vehement ablehnten und z. B. von „letzten Triebhaftigkeiten“ schrieben. Auch über die späteren Aufführungen gab es neben lobenden Rezensionen immer wieder, auch je nach Inszenierungsschwerpunkt, wegen der Thematik der Knabenliebe, der orgiastischen Auswüchse und extremen Grausamkeiten schroffe Ablehnungen. Der Kritiker Reinhard Kill bezeichnete das Drama als „monströse Weiterdichtung“ der Argonautensage und „Stück-Ungetüm“. Aus der Sicht von Hans Schwab-Felisch hat das Schauspiel „dunkle, vielschichtige Überredungskraft. Es ist wild und roh und dichterisch. Es irritiert bisweilen in seiner antikisierenden, in nachexpressionistische Sprache gegossenen Art. Aber, es ist ein Klotz, erratisch, gewaltsam und mächtig.“ Das bis heute umstrittene Stück reizt bis in die Gegenwart Regisseure zu neuen Inszenierungen.
Hans-Jürgen von Bose komponierte 1993 eine musikalische Bearbeitung mit dem Titel Medea-Fragment.

### Aufführungen (Auswahl)
- 1926: Uraufführung im Staatlichen Schauspielhaus in Berlin. Regie:Jürgen Fehling, Medea: Agnes Straub
- 1927: Deutsches Schauspielhaus Hamburg
- 1964: Hessisches Staatstheater Wiesbaden. Regie: Hansgünther Heyme
- 1981: Münchener Kammerspiele. Regie: Ernst Wendt, Medea: Doris Schade
- 1988: Kölner Schauspielhaus. Regie: Manfred Karge, Medea: Lore Brunner
- 1989: Düsseldorfer Schauspielhaus. Regie: Werner Schroeter, Medea: Barbara Nüsse
- 2003: Berliner Arbeiter-Theater
- 2004: Theater Bremen. Regie: Konstanze Lauterbach
- 2006: Nationaltheater Mannheim
- 2009: Landestheater Schwaben
- 2019: Schauspiel Köln

### Sprache, Analyse, Deutungen
Jahnn benutzt für seine Medea-Fassung die Stilmittel der antiken Tragödie: Einheit von Zeit, Ort und Handlung. Die grausamen Geschehnisse spielen sich nicht auf der Bühne ab, sondern werden durch Boten berichtet und geschildert. Jahnns Sprache ist bilderreich, „von herber Einfachheit und strenger Musikalität“. Er setzt sich mit rassischen Vorurteilen auseinander und provoziert den Leser beziehungsweise Zuschauer damit, dass seine Medea eine Schwarzafrikanerin ist. Medea ist die umfassend grenzenlos Liebende, die aus verschmähter Gattenliebe dann maßlos gegen alles wütet, nicht nur gegen Kreon und dessen Tochter, sondern auch – um Jason zu bestrafen – gegen ihre Söhne, zu denen sie sich erotisch hingezogen fühlt. Es ist auch ein Wüten gegen das Altern, dem sie ausgesetzt ist, Jason aber nicht. Jahnn stellt Medea als „rachsüchtiges Ungetüm“ dar, als eine „dämonische, von elementaren Leidenschaften getriebene Frau“. Siegmar Hohl sieht in ihr eine „Selbstdarstellung des Archetyps der Großen Mutter“. Diese Muttergottheit der Ursage liebt als Medea in unbezähmbarer Raserei und zerstört schließlich in ihrer Vernichtungswut noch ihren eigenen Palast und dazu die Kinder ihrer unschuldigen Dienerin.

### Textausgaben
- Medea. Tragödie. Schauspiel-Verlag, Leipzig 1926
- Medea. Tragödie. (2. Fassung). Europäische Verlagsanstalt, Frankfurt/M. 1959
- Medea. Tragödie. In: Hans Henny Jahnn. Dramen. Band 1. Europäische Verlags-Anstalt, Frankfurt 1963
- Medea. Tragödie. Mit einem Nachwort von Heinz Ludwig Arnold. Reclam, Stuttgart 1966 (zuletzt: 1991, ISBN 3-15-008711-2)
- Medea. In: Hans Henny Jahnn. Werke und Tagebücher. Band 4. Dramen. Hoffmann und Campe, Hamburg 1974, ISBN 3-455-03664-3 * Medea. Tragödie. In: Hans Henny Jahnn. Werke in Einzelbänden. Dramen. 2 Bände, Band 1. 1917-1929. (= Band 6 der Gesamtausgabe). Hoffmann und Campe, Hamburg 1988, ISBN 978-3-455-03836-1
- Médée. Traduit par Huguette et René Radrizzani. José Corti, Paris 2008, ISBN 978-2-7143-0663-0

### Zitat
Medea: „Weh mir, weh mir! Das Schicksal erfüllt sich, / das schwärzeste. Mir aber wird / die Macht zum Häßlichen gegeben. / Die Kraft zum Schönen ist verausgabt. / Jugend verlieh ich Jason, doch ich selber / gebar.“

### Sekundärliteratur
- Heinz Ludwig Arnold (Hrsg.): Hans Henny Jahnn. Text + Kritik Nr. 2/3. München 1980. ISBN 3-921402-78-6
- Thomas Freeman: Hans Henny Jahnn. Eine Biographie. Hoffmann und Campe, Hamburg 1986. ISBN 3-455-08608-X
- Alban Nikolai Herbst: Ihr wollt ein Wort von mir. Ein Schicksal sollt ihr haben. Eine literarische Spekulation über Hans Henny Jahnn und Medea (1994) in: Der Literaturbote Nr. 75/Jg. 19 2004.[8]
- Walter Hinck: Bewegungen des schönen Menschen. In: „FAZ“ vom 6. Dezember 1988
- Herbert Ihering: Hans Henny Jahnn anlässlich der „Medea“. In: „Die literarische Welt“ vom 14. Mai 1926
- Konrad Kenkel: Medea-Dramen. Entmythisierung und Remythisierung. Euripides, Klinger, Grillparzer, Jahnn, Anouilh. Bouvier, Bonn 1979. ISBN 3-416-01345-X
- Siegfried Kienzle: Medea. In: Gero von Wilpert: „Lexikon der Weltliteratur in Charakteristiken und Kurzinterpretationen“. Stuttgart 1968
- Reinhard Kill: Ausgeglühte Glut. Rheinische Post, 21. September 1988
- Hans Schwab-Felisch: Die schwarze Medea. FAZ vom 21. Juli 1981
- Christoph Vormweg: Die Erstaufführung der Tragödie „Medea“ von Hans Henny Jahnn am 4. Mai 1926. In: „ZeitZeichen“. WDR 5. Sendung vom 4. Mai 1996

### Dissertationen
- Marketta Göbel-Uotila: Medea. Ikone des Fremden und des Anderen in der europäischen Literatur des 20. Jahrhunderts am Beispiel von Hans Henny Jahnn, Jean Anouilh und Christa Wolf. Olms-Weidmann, Hildesheim 2005, ISBN 3-487-12789-X
- Siegmar Hohl: Das Medea-Drama von Hans Henny Jahnn. Eine Interpretation unter besonderer Berücksichtigung der Problematik des Mythischen. München 1966
- Andrea Mebus: Kampf mit der Mauer. Die Figuren in Hans Henny Jahnns frühen Dramen zwischen Rebellion und Anpassung. Peter Lang, Frankfurt 1992, ISBN 978-3-631-45202-8
- Lu Mingjun: Wahnsinn der Medea. Eine Studie zu Grillparzers Trilogie »Das goldene Vließ« und Jahnns Drama »Medea«. Mattes, Heidelberg 2013, ISBN 978-3-86809-073-4. Zugl. Diss. phil. Shanghai International Studies University, 2009 Inhalt, bei Deutsche Nationalbibliothek. Inhaltsbeschreibung auf der Verlagsseite